# Phalangodes
Genre
Synonymes
- Acanthocheir Lucas, 1860
- Phrixis Cope, 1872

Phalangodes est un genre d'opilions laniatores de la famille des Phalangodidae.

## Distribution
Les espèces de ce genre se rencontrent aux États-Unis et à Cuba.

## Liste des espèces
Selon World Catalogue of Opiliones (09/10/2021) :
- Phalangodes armata Tellkampf, 1844
- Phalangodes flavipes (Banks, 1908)

## Publication originale
- Tellkampf, 1844 : « Beschreibung einiger neuer in der Mammuth-Höhle in Kentucky aufgefundener Gattungen von Gliedertieren. » Archiv für Naturgeschichte, vol. 10, p. 318-322 (texte intégral).